# Mesotritia nova
Mesotritia nova är en kvalsterart som beskrevs av Jaroslav Stary 1992. Mesotritia nova ingår i släktet Mesotritia och familjen Oribotritiidae. Inga underarter finns listade i Catalogue of Life.